# Radio Manà Manà
Radio Manà Manà ist ein italienischer privater Hörfunksender mit Sitz in Rom. Der Musiksender wurde 2011 von Stefano Bandecchi gegründet.